# Эйлер, Александр Христофорович
Александр Христофорович Эйлер (1773—1849) — генерал от артиллерии русской императорской армии, участник наполеоновских войн.

## Биография
Родился 17 (28) февраля 1773 года в семье офицера артиллерии Христофора Леонтьевича Эйлера, впоследствии достигшего чина генерал-лейтенанта; внук математика Леонарда Эйлера; старший брат генерала П. Х. Эйлера.
Получил первоначальное домашнее образование и в 1789 году был отдан в пансион Вейдемейера.
Воинскую службу начал 5 июля 1790 года сержантом в бомбардирском полку и тотчас же принял участие в войне, находясь при финляндской армии; 1 ноября того же года был произведён в подпоручики и назначен адъютантом к отцу; 7 декабря 1794 года переведён во 2-й конно-артиллерийский полк, а 15 мая 1796 года — в 1-й батальон учебного балтийского флота, где оставался очень недолго: уже 26 ноября того же года был переведён в лейб-гвардии артиллерийскую бригаду.
В 1800 году Эйлеру был пожалован орден Св. Иоанна Иерусалимского. Участвовал в заграничном походе 1805 года и за отличия был произведён в капитаны (1 сентября); 17 мая 1806 года произведён в полковники и, кроме того, за отличие под Аустерлицем получил орден Св. Анны 3-й степени.
В следующей кампании 1807 года он участвовал в сражениях под Гутенштадтом, при Гейльсберге и под Фридландом и был награждён орденом Св. Владимира 4-й степени с бантом.
В Отечественной войне 1812 года также неоднократно проявлял мужество, храбрость и распорядительность и за Бородинский бой получил орден Св. Владимира 3-й степени.
Произведенный 26 декабря 1812 года в генерал-майоры, Эйлер принял участие в последующих заграничных походах Русской армии; за отличие в сражении под Лейпцигом был награждён орденом Св. Анны 2-й степени с бриллиантами.
По возвращении из-за границы он был назначен (26 июля 1814 года) начальником артиллерии гренадерского корпуса, а с 23 декабря того же года стал начальником конных и пеших артиллерийских рот, возвратившихся в Россию и расположенных в Новгородской и Псковской губерниях.
Зачисленный в 1815 году по артиллерии, в том же году он был назначен командиром артиллерийских рот в Орле и Карачеве, а 15 марта 1819 года — командиром артиллерийских рот и военно-рабочих батальонов Новгородского военного батальона. Эту должность занимал до 1831 года; в 1823 году был награждён орденом Св. Владимира 2-й степени, 16 июля 1825 года орденом Св. Анны 1-й степени с алмазными украшениями; 28 января 1826 года был произведён в генерал-лейтенанты.
Назначенный по Высочайшему повелению от 5 октября 1831 года к присутствию в совете главного штаба по военному поселению, Эйлер полтора года спустя, 2 апреля 1833 года, был назначен вице-директором артиллерийского департамента Военного министерства; в том же году, 4 июля, — исправляющим должность директора вышеупомянутого департамента.
В 1834 году, 22 апреля, получил орден Белого орла и, по производстве 6 декабря в генералы от артиллерии, был утверждён в должности директора артиллерийского департамента; 29 марта 1836 года был награждён орденом Св. Александра Невского.
Назначенный 6 декабря 1840 года членом военного совета, Эйлер, помимо исполнения своих прямых обязанностей, ещё в 1845 году состоял членом комитета об улучшении системы новых лафетов, а с 24 января следующего 1846 года был назначен председателем комиссии для устранения затруднений по приему металлов от горного в артиллерийское ведомство. 
Последними наградами А. Х. Эйлера были бриллиантовые знаки к ордену Св. Александра Невского и орден Св. Владимира 1-й степени.
Скончался 15 (27) марта 1849 года и был похоронен Волковом евангелическом кладбище в Санкт-Петербурге.

## Семья

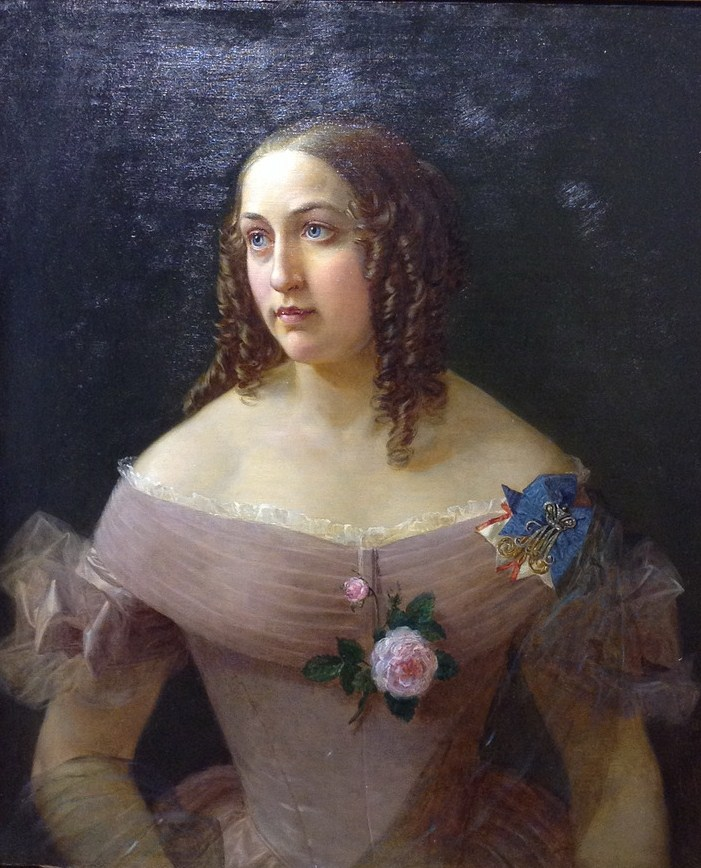
Александра Зубова, дочь

Жена (с 11.11.1804) — Елизавета Николаевна Гебенер (1785—1844), дочь генерал-майора Николая Андреевича Гебенера и Елизаветы Сергеевна фон Краббе. В браке имели 9 детей:
- Елизавета (1805—1817)
- Александра (1807—1870), в 1826 году окончила Екатерининский институт с золотым шифром средней величины[1]; фрейлина двора (14.10.1826). Была очень красива и, по мнению многих, превосходила красотой Н. Н. Пушкину[2]. Высокая блондинка, с небольшим, нежным, очень красивым лицом и застенчивым выражением[3], немного холодная, способная к математике и музыке. Будучи очень любима императрицей, была ею сосватана в 1829 году за богача Алексея Николаевича Зубова (1798—1864). Их брак был вполне удачным, имели сына Алексея. В своём доме держала музыкальный салон, где «всякий вечер была музыка Фирса да Глинки», сама хозяйка играла сонаты и концерты Гуммеля и Дусика[4].
- Нина (1808— ок. 1875), с 1843 года замужем за генерал-лейтенантом Р. И. Андрониковым.
- Николай (1811—1872), выпускник Пажеского корпуса, полковник.
- Александра (1810—1812)
- Анна (1815—1830)
- Александр (1819—1872), полковник, женат на Надежде Николаевне Васильчиковой (1830—1876), их сын Александр (1855—1920).
- Елизавета (1820—1840)

В 1845 году был признан в потомственном дворянском достоинстве Российской империи с внесением во II часть дворянской родословной книги.